# Morville-sur-Andelle
Morville-sur-Andelle is een dorp en voormalige gemeente in het Franse departement Seine-Maritime in de regio Normandië. De gemeente telde 255 inwoners (2005). De plaats maakt deel uit van het arrondissement Dieppe.

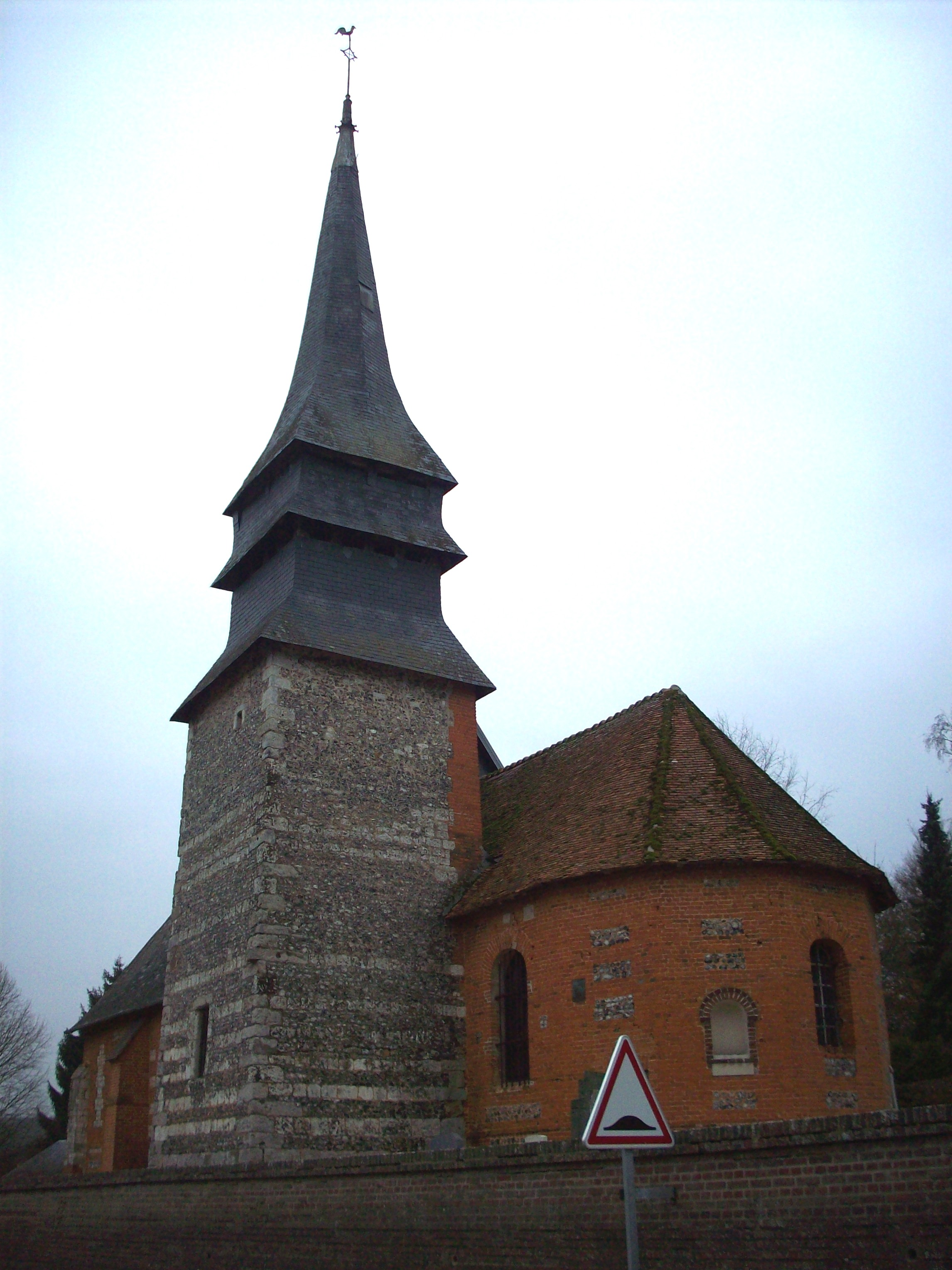
Église Saint-Ouen

## Geschiedenis
Oude vermeldingen van Morville gaan terug tot 1175 als Morvilla. De 18de-eeuwse Cassinikaart toont hier de parochie Morville.
Op het eind van het ancien régime eind 18de eeuw, toen de gemeenten werden gecreëerd, werd Morville een gemeente.
In 1936 werd de naam van Morville officieel gewijzigd in Morville-sur-Andelle. 
Op 1 januari 2015 werd de gemeente samengevoegd met buurgemeente Le Héron tot de nieuwe gemeente (commune nouvelle) Morville-le-Héron.

## Geografie
De oppervlakte van Morville-sur-Andelle bedraagt 5,2 km², de bevolkingsdichtheid is 49,0 inwoners per km².
Morville-sur-Andelle ligt aan de Andelle. In het noorden van Morville ligt het gehucht Clanquemeule.
De onderstaande kaart toont de ligging van Morville-sur-Andelle met de belangrijkste infrastructuur en aangrenzende gemeenten.

## Bezienswaardigheden
- De Église Saint-Ouen
- Op het kerkhof van Morville-sur-Andelle bevindt zich een Brits oorlogsgraf uit de Tweede Wereldoorlog.

## Demografie
Onderstaande figuur toont het verloop van het inwonertal.
Clanquemeule · Les Hameaux · Le Héron · Le Mesnil · Morville-sur-Andelle · Le Tot